# Tomas Lindahl
Tomas Lindahl (n. 28 ianuarie 1938, Stockholm, Suedia) este un biochimist suedez specializat în cercetări asupra cancerului. În 2015 i-a fost decernat Premiul Nobel pentru Chimie (împreună cu Paul Modrich și Aziz Sancar), cu motivarea „pentru studii ale mecanismului de reparare ADN”.